# Північно-Східний Бакбо
Північно-Східний Бакбо — характерна геологічна область В'єтнаму.
Належить до рухомої околиці Південно-Китайської платформи та південно-західного закінчення Катазіатської системи.
Гірські породи древнього фундаменту платформи (ґнейси, кварц, кристалічні сланці, мармури, гранітоїди) перекриті верхньопротерозойськими та палеозойськими теригенно-карбонатними відкладами. Вздовж північно-східного узбережжя затоки Бакбо (південний захід Катазіатської системи) теригенно- ефузивні відклади кембрію, ордовика та силуру суттєво зім'яті з утворенням складчастого комплексу ниж. палеозою.
Мезозойські вулканогенно-осадові та теригенні товщі виконують окремі прогини та западини. Пізньопалеозойські та мезозойські інтрузії кислого та лужного складу пов'язані з розломами. В цій частині країни знаходяться родов. кам. вугілля та антрациту, які вміщені в пізньотріасових ґрабенах, титано-магнетитових руд, пов'язаних з габроїдами, зал. руд — в скарнах мезозойських інтрузій, гідротермальних поліметалічних руд (свинець і цинк) — в пермо-тріасових гранітоїдах та кислих вулканітах тріасу, бокситів — у відкладах пермі, руд олова та вольфраму — пов'язаних з гранітами крейди та палеогену і з сучасними алювіальними розсипами.
Газоконденсатні родов. та буре вугілля встановлені в Ханойській депресії. Акваторія затоки Бакбо переспективна на нафту і газ.